# 大阪モード学園
大阪モード学園（おおさかモードがくえん）は、学校法人日本教育財団が運営し、大阪府大阪市北区梅田にある、デザイナーなどのクリエイターの育成を目的とした専修学校。

## 概要
卒業制作展を年に一度、大阪城ホールでHALとの共催で「HALMODE　FESTIVAL」として開催している。
姉妹校として東京・名古屋モード学園、グループ校としてHAL（東京・大阪・名古屋）、医専（東京・大阪・名古屋、東京の場合は首都医校）、CREAPORE（モード学園パリ校）がある。

### キャンパス
大阪モード学園とHAL大阪のキャンパスは、側面が直角三角形の茶色の建物と、一部ガラス張りの直方体が融合しているという、非常にユニークな外観になっている。

## 設置学科
- 昼間コース
  - ファッションデザイン学科
    - ブランドデザイナー専攻
    - アパレルデザイナー専攻
    - メンズデザイナー専攻
    - キッズデザイナー専攻
    - 舞台・ステージ衣装専攻
    - ゲームキャラクターデザイナー専攻

  - ファッションデザイン学科 高度専門士コース
  - ファッションテクノロジー学科
    - 3Dデジタルパタンナー専攻
    - パタンナー専攻
    - アパレル技術専攻

  - ファッションビジネス学科
    - ファッションプロデューサー専攻
    - バイヤー・ショップ経営専攻
    - ネットビジネス専攻
    - ファッションコーディネーター専攻
    - デジタルファッション専攻

  - スタイリスト学科 
    - 広告・雑誌スタイリスト専攻
    - ファッションスタイリスト専攻

  - インテリア学科 
    - インテリアデザイナー専攻
    - インテリア・建築士専攻
    - 空間デザイナー専攻
    - インテリアコーディネーター専攻

  - グラフィック学科 
    - グラフィックデザイナー専攻
    - WEB動画・デザイナー専攻
    - イラストレーション専攻

  - メイク・ネイル学科
    - メイクアップアーティスト専攻
    - 映像・舞台メイク専攻
    - トータルビューティアドバイザー専攻

  - ヘア・メイクアーティスト学科
    - ヘアメイクアーティスト専攻
    - ブライダルアーティスト専攻
    - サロンオーナー専攻

  - 美容学科
    - ヘアスタイリスト専攻
    - ヘアカラーリスト専攻

  - 総合基礎学科
    - ファッション専攻
    - インテリア専攻
    - グラフィック専攻
    - メイク・ビューティ専攻

  - パリ校留学コース
- 夜間コース
  - プロ直結コース
  - キャリアアップコース
  - 短期スキルアップコース
- 通信コース
  - 美容学科

## 主な出身者
- ごあきうえ
- 矢沢あい（中退）
- 宮世真理子